# Alphonse Poitevin
Alphonse Poitevin, nato Louis-Alphonse Poitevin (Conflans-sur-Anille, 28 agosto 1819 – Conflans-sur-Anille, 4 marzo 1882) è stato un ingegnere chimico e fotografo francese.

## Biografia
Poitevin studiò all'École Centrale Paris dal 1843 ed in seguito divenne ingegnere statale presso le miniere di sale di Dieuze, Montmorot e Gouhènans. Già da studente iniziò ad interessarsi, nello stesso periodo di Louis Daguerre, alla fotografia, rilevando che il metodo dagherrotipico aveva un solo limite, quello di ottenere una sola copia positiva. Perciò cominciò a sperimentare varie soluzioni per ottenere dei negativi come ad esempio attraverso l'uso di piastre rivestite in argento o oro anche se in un primo momento non raggiunse alcun risultato. 

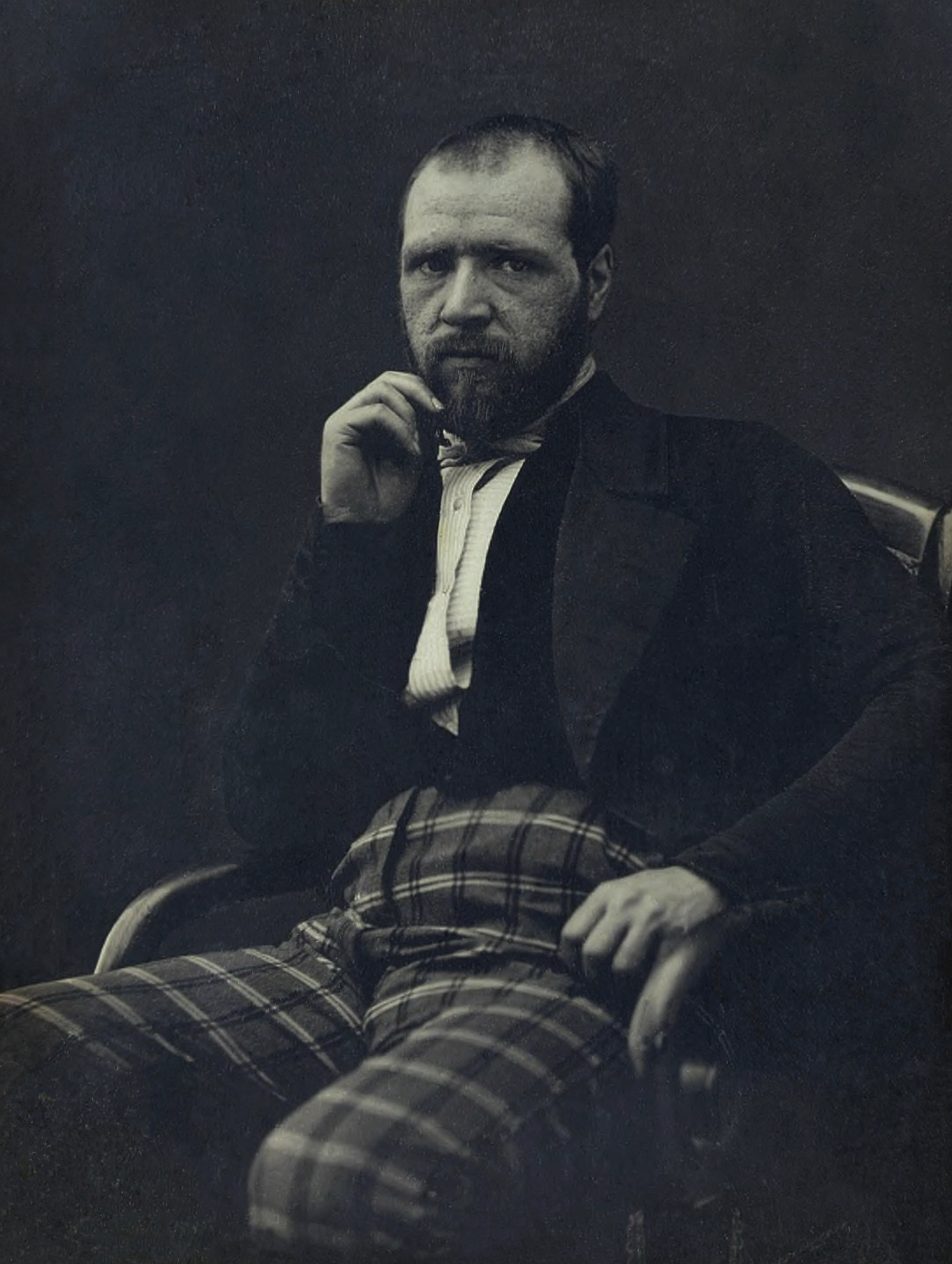
Autoritratto di Alphonse Poitevin, 1849, dagherrotipo

Continuò i suoi esperimenti anche dopo che fu trasferito nelle miniere di sale. In tali esperimenti, attraverso il rame, fissato e coperto con una soluzione di gelatina, lasciata solidificare e asciugare lentamente, dopo essere stata esposta alla luce, cui seguiva il lavaggio che portava via via il rame, ecco che ottenne il negativo. Le ricerche che fin qui aveva effettuato le pubblicò nel volumi 25 e 27 de Comptes Rendus Hebdomadaires des Séances de l’Académie des Sciences nel 1848.
Proseguendo scoprì la fotolitografia nel 1854, perfezionata da Joseph Albert nel 1867, per cui decise di lasciare l'anno successivo le miniere e di rientrare a Parigi per aprire una tipografia che però non ebbe successo e vendette la licenza all'editore, litografo e tipografo Alfred Lemercier (1831-1900), mentre Poitevin venne nominato direttore delle vetrerie di Nœux-les-Mines e di Folembray, ma continuò i suoi esperimenti chimici in materia fotografica. Non sappiamo quando, ma trascorse qualche anno in Algeria presso le miniere di Kef-um-Tebul, ricche di quarzo, rientrando in Francia nel 1869 per poi andare a lavorare a Saint-Germain-Lembron in una fabbrica di allume.
Tra i procedimenti da lui brevettati che hanno avuto larga diffusione figurano quello della stampa al carbone, la oleotipia e al bromolio (che si limitò a descrivere e che saranno brevettati decenni dopo) che fu usato dai fotografi europei ed americani tra il 1870 ed il 1910. Soprattutto, la sua notorietà è legata alla stampa alla gomma, inventata nel 1855, che attraverso il bicromato, di colore arancione, assume fotosensibilità quando viene miscelato con colloidi come gomma arabica, albume o gelatina. Anche questo metodo è stato usato in larga misura durante la fase del pittorialismo. Sperimentò inoltre pigmenti oleosi colorati e la stampa di banconote per prevenirne la contraffazione.

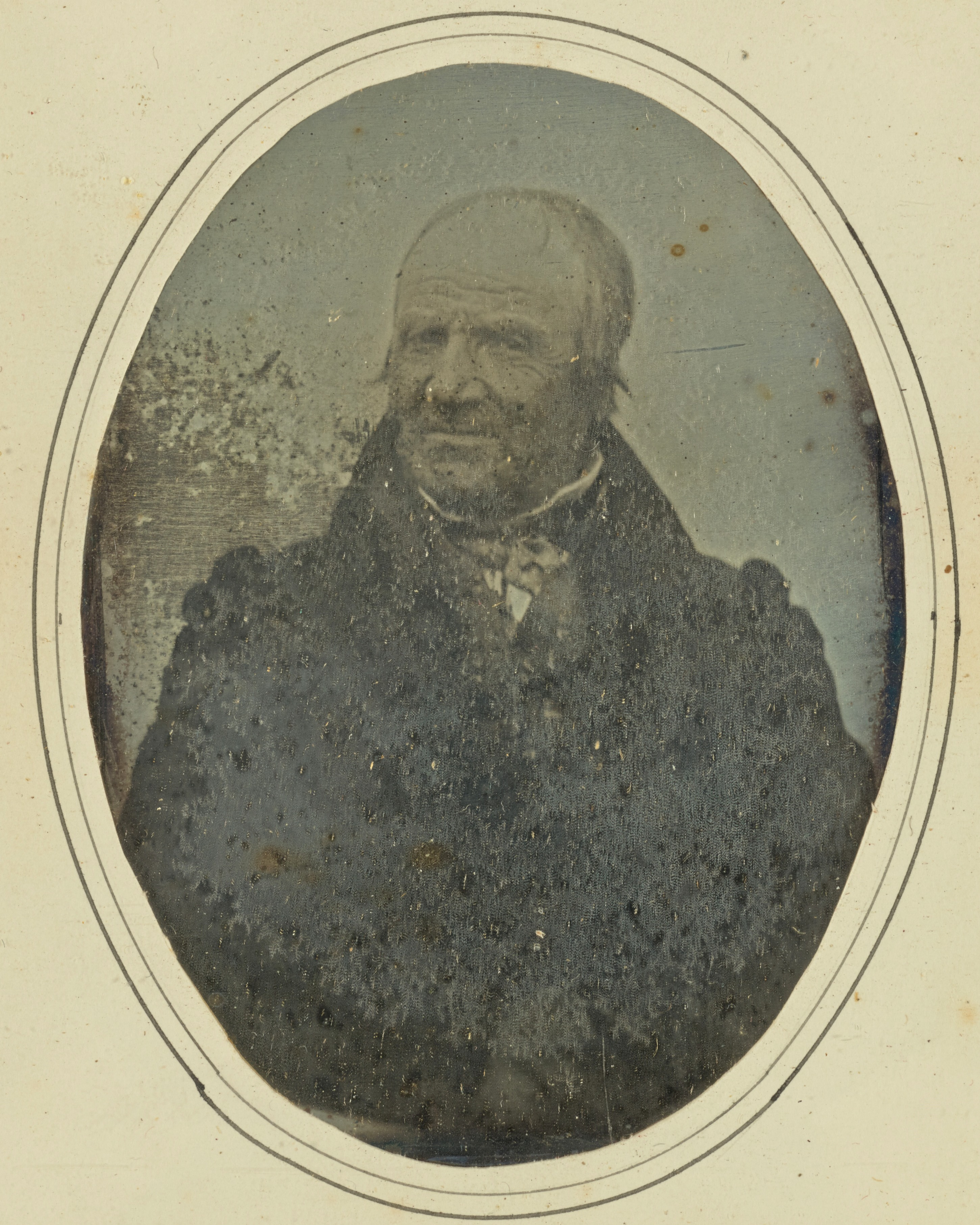
Il padre di Poitevin, 1842 circa, dagherrotipo

## Onorificenze
- 1863, cavaliere della Legion d'Onore